# The Flood (Katie Melua)
The Flood  è un singolo della cantautrice britannica Katie Melua pubblicato il 17 maggio 2010 in versione digitale ed il 24 maggio 2010 su CD singolo, primo estratto dall'album The House.

## Tracce
Promo - CD-Single
1. The Flood - 3:40

CD-Single
1. The Flood (Radio Edit) - 3:41
2. The Flood (Album Version) - 4:04
3. The One I Love Is Gone - 3:37

## Classifiche
| Classifica (2008) | Posizione massima |
| ----------------- | ----------------- |
| Belgio (Fiandre)  | 23                |
| Belgio (Vallonia) | 7                 |
| Paesi Bassi       | 79                |
| Norvegia          | 3                 |
| Svizzera          | 19                |
| Regno Unito       | 35                |